# Feng Renliang
Feng Renliang (en xinès: 冯仁亮; pinyin: Féng Rénliàng; n. 12 de maig de 1988) és un futbolista xinès, juga d'extrem dret i el seu club actual és el Shanghai Shenhua de la Superlliga de la Xina.

## Carrera
Va començar jugant en la tercera del Tianjin Locomotive, on li consideraven un jove talent. Diversos equips xinesos van voler fitxar-li, anant pel Shanghai Shenhua a inicis de la temporada 2010. L'entrenador Miroslav Bla?evi? li va fer debutar el 23 de març, perdent el seu primer partit 2 a 0 contra el Changsha Ginde F.C.. Malgrat la derrota va continuar jugant com a titular, anotant el seu primer gol el 10 d'abril de 2010, contra el Hangzhou Greentown, el partit va acabar amb victòria per al seu equip per 2 a 1.